# Коста, Никка
Домени́ка «Ни́кка» Ко́ста (англ. Domenica «Nikka» Costa; 4 июня 1972, Токио, Япония) — американская певица, автор песен, гитаристка и клавишник.

## Биография
Доменика Коста родилась 4 июня 1972 года в Токио (Япония) в семье аранжировщика Дона Коста (1925—1983).

## Дискография

### Альбомы
В детском возрасте
- Nikka Costa (1981)
- Fairy Tales aka Cuentos de Hadas (1983)
- Here I Am… Yes, It’s Me aka Loca Tentación (1989)

В дальнейшем
- Butterfly Rocket (1996)
- Everybody Got Their Something (2001)
- can'tneverdidnothin' (2005)
- Pebble to a Pearl (2008)

### EPs
- PRO★WHOA! (2011)

### Демо
- Sugarbone (1994)
- Everybody Got Their Something — Demo (2001)
- Can’tneverdidnothin' — Unreleased Version (2004)

### Ремиксы
- Return of the Funky White Girl (2001)

### «Живые» альбомы
- Live at the Bridge (1996)
- Live in Tokyo (2001)
- Live at the Roxy (2005)

## Личная жизнь
С 1992 года Никка замужем за музыкантом Джастином Стэнли. У супругов есть дочь — Шугар МакКуин Стэнли (род.13.09.2006).